# ميارجيريت
ميارجيريت هو معدن من معادن الفضة، يوجد طبيعياً بالصيغة AgSbS2، وهو بالتالي من صنف معادن الكبريتيدات بالإضافة إلى كونه من الإثميدات. توجد البلورات على شكل كتلي، ويتراوج لونها بين الأسود إلى الرمادي.
عثر على المعدن لأول مرة من الجيولوجي فريدرش موس سنة 1824 في منطقة في ولاية زاكسن الألمانية.